# Veľká Tŕňa
Veľká Tŕňa és un poble i municipi d'Eslovàquia. Es troba a la regió de Košice, a l'est del país.

## Història
La primera referència escrita de la vila data del 1220.

## Demografia
| Godina             | 1994 | 2004    | 2014   | 2024   |
| ------------------ | ---- | ------- | ------ | ------ |
| Nombre de persones | 539  | 484     | 457    | 443    |
| Diferència         |      | −10,20% | −5,57% | −3,06% |

| Godina             | 2023 | 2024   |
| ------------------ | ---- | ------ |
| Nombre de persones | 448  | 443    |
| Diferència         |      | −1,11% |